# Targa Florio

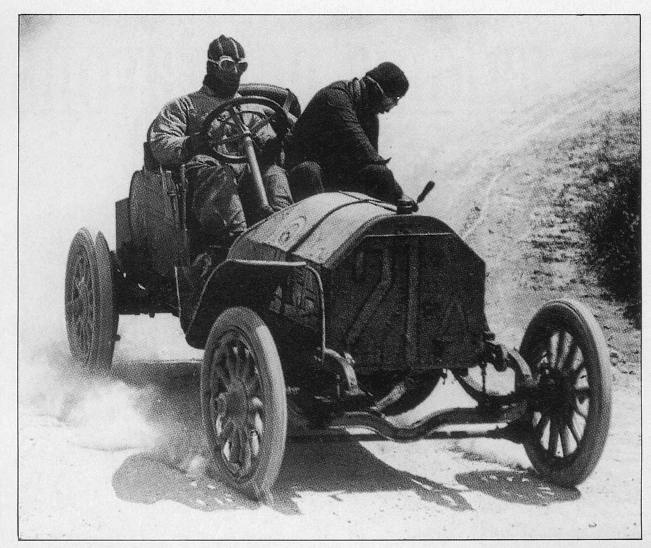
Alessandro Cagno tijdens de Targa Florio van 1907

De Targa Florio ("Targa" betekent "schild") was een autorace voor sportwagens georganiseerd door de Siciliaanse ondernemer Vincenzo Florio die vanaf 1906 jaarlijks plaatsvond op een stratencircuit in Sicilië. De snelheidswedstrijd werd gehouden tot 1977; daarna werd ze vervangen door een rally, de Targa Florio Rally. Van 1955 tot 1973 telde ze mee voor het wereldkampioenschap sportwagens.

## Geschiedenis

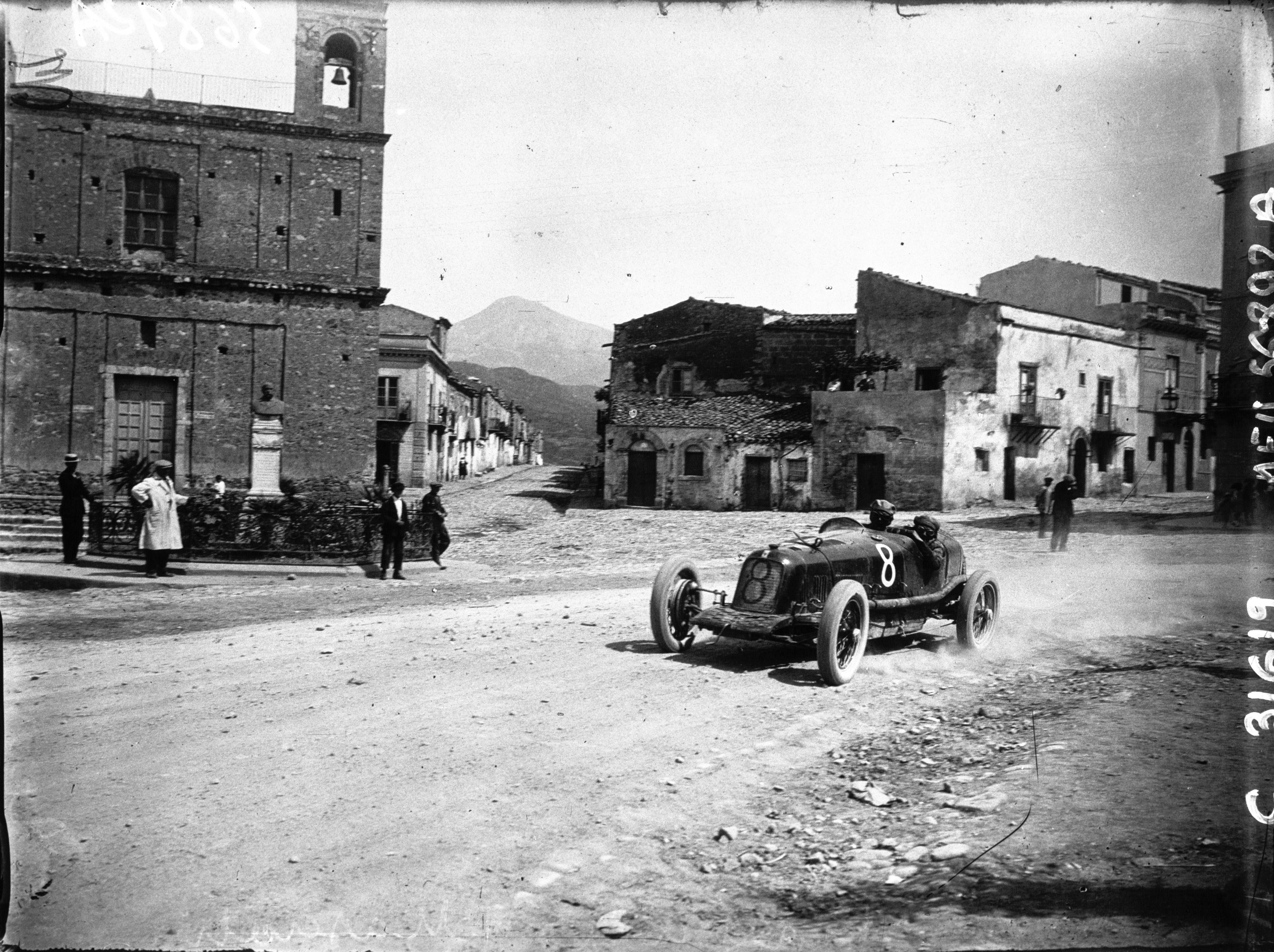
Luigi Fagioli,1928, Maserati 26 MM

De wedstrijd was een idee van de rijke Siciliaanse ondernemer en race-enthousiasteling Vincenzo Florio. Hij had een parcours van 146 kilometer lengte uitgetekend over verraderlijke, bergachtige wegen in het Madoniegebergte in de buurt van Palermo. Op 6 mei 1906 kwamen tien wagens aan de start, die om de tien minuten vertrokken voor drie ronden over het parcours. De winnaar van die eerste wedstrijd, Alessandro Cagno in een Itala, deed er 9 uur en 32 minuten over, met een gemiddelde snelheid van 46,8 kilometer per uur.
Aan de tweede editie deden al 46 auto's mee. Ze werd gewonnen door Felice Nazzaro, die later met een eigen automerk Nazzaro zou beginnen.
Bij het begin van de jaren 1920 was de Targa Florio de belangrijkste sportwagenrace; de 24 uur van Le Mans of de Mille Miglia bestonden nog niet. Er deden fabrieksteams mee van o.m. Alfa Romeo en Fiat.
Het parcours van de wedstrijd werd herhaaldelijk gewijzigd. Tussen 1912 en 1914 en van 1948 tot 1950 was dat één grote ronde op Sicilië van ongeveer 1000 kilometer. Vanaf 1919 werd gereden op een kortere omloop van 108 kilometer, die vier- of vijfmaal moest afgelegd worden. In 1931 werd nog eenmaal op het oorspronkelijke parcours gereden en vanaf het volgende jaar op een nog korter parcours van 72 kilometer, met uitzondering van de jaren 1937-1940 toen de race op een gesloten circuit in het Parco della Favorita in Palermo werd gehouden. Van 1941 tot 1947 werd de wedstrijd niet gehouden.
Na het tragische ongeval op de Mille Miglia van 1957 werd de Targa Florio dat jaar niet gehouden als een snelheidswedstrijd maar als een regelmatigheidsproef. De editie van dat jaar werd gewonnen door Fabio Colona in een Fiat 600.
In 1971 nam Liane Engeman deel met een Porsche 911. De laatste Targa Florio die meetelde voor het wereldkampioenschap werd gewonnen door Gijs van Lennep en Herbert Müller in een Porsche 911 Carrera RSR. Het was de elfde overwinning voor Porsche sinds het merk met een Porsche 550 de wedstrijd voor het eerst won in 1956. Twee dodelijke ongevallen tijdens die wedstrijd van 1973 waren er de oorzaak van dat de wedstrijd haar internationaal statuut verloor.
De volgende vier jaren was de Targa Florio een Italiaanse nationale race. Een ongeval in 1977 waarbij twee toeschouwers omkwamen (de race werd voortijdig gestopt na twee van de vier ronden) bezegelde definitief het lot van de Targa Florio als sportwagenrace.

## Trivia
Een targa-dak is een bijzondere vorm van een cabriolet (auto met te openen dak). Het verschil met een cabriolet is, dat alleen het dak boven de bestuurder en passagier(s) kan worden verwijderd en meestal de achterruit blijft zitten. Toen Porsche in 1966 een naam moest bedenken voor het nieuwe model met wegneembaar dak nam men de naam "targa" aan omdat het merk veel overwinningen had behaald in de Targa Florio.

## Winnaars
| Jaar | Winnaar                                            | Auto                              | Tijd       | Afstand (km) | Snelheid (km/h) | Rondes | Circuit Variant              |
| ---- | -------------------------------------------------- | --------------------------------- | ---------- | ------------ | --------------- | ------ | ---------------------------- |
| 1906 | Alessandro Cagno                                   | Itala 35/40 HP                    | 9:32:22    | 446.469      | 46.80           | 3      | Grande Circuit (146 km)      |
| 1907 | Felice Nazzaro                                     | Fiat 28/40 HP                     | 8:17:36    | 446.469      | 53.83           | 3      | Grande Circuit (146 km)      |
| 1908 | Vincenzo Trucco                                    | Isotta Fraschini 50 HP            | 7:49:26    | 446.469      | 57.06           | 3      | Grande Circuit (146 km)      |
| 1909 | Francesco Ciuppa                                   | S.P.A. 28/40 HP                   | 2:43:19    | 148.823      | 54.67           | 1      | Grande Circuit (146 km)      |
| 1910 | Tullio Cariolato                                   | Franco Automobili 35/50 HP        | 6:20:47    | 297.646      | 46.90           | 2      | Grande Circuit (146 km)      |
| 1911 | Giovanni "Ernesto" Ceirano                         | SCAT 22/32 HP                     | 9:32:22    | 446.469      | 46.80           | 3      | Grande Circuit (146 km)      |
| 1912 | Cyril Snipe                                        | SCAT 25/35 HP                     | 23:37:19   | 979.000      | 41.44           | 1      | Island Tour (kort) (979 km)  |
| 1913 | Felice Nazzaro                                     | Nazzaro Tipo 2                    | 19:18:40   | 979.000      | 50.70           | 1      | Island Tour (kort) (979 km)  |
| 1914 | Giovanni "Ernesto" Ceirano                         | SCAT 22/32                        | 16:51:31   | 979.000      | 58.07           | 1      | Island Tour (kort) (979 km)  |
| 1919 | André Boillot                                      | Peugeot EXS                       | 7:51:01.8  | 432          | 55              | 4      | Media Circuit (108 km)       |
| 1920 | Guido Meregalli                                    | Nazzaro GP                        | 8:27:23.8  | 432          | 50.924          | 4      | Media Circuit (108 km)       |
| 1921 | Giulio Masetti                                     | Fiat 451                          | 7:25:05.2  | 432          | 58.236          | 4      | Media Circuit (108 km)       |
| 1922 | Giulio Masetti                                     | Mercedes GP/14                    | 6:50:50.2  | 432          | 63.091          | 4      | Media Circuit (108 km)       |
| 1923 | Ugo Sivocci                                        | Alfa Romeo RL Targa Florio        | 7:18:00.2  | 432          | 59.177          | 4      | Media Circuit (108 km)       |
| 1924 | Christian Werner                                   | Mercedes Tipo Indy 2,0            | 6:32:37.4  | 432          | 66.010          | 4      | Media Circuit (108 km)       |
| 1925 | Bartolomeo Costantini                              | Bugatti T35                       | 7:32:27.2  | 540          | 71.609          | 5      | Media Circuit (108 km)       |
| 1926 | Bartolomeo Costantini                              | Bugatti T35T                      | 7:20:45.0  | 540          | 73.507          | 5      | Media Circuit (108 km)       |
| 1927 | Emilio Materassi                                   | Bugatti T35C                      | 7:35:55.4  | 540          | 71.065          | 5      | Media Circuit (108 km)       |
| 1928 | Albert Divo                                        | Bugatti T35B                      | 7:20:56.6  | 540          | 73.478          | 5      | Media Circuit (108 km)       |
| 1929 | Albert Divo                                        | Bugatti T35C                      | 7:15:41.7  | 540          | 74.366          | 5      | Media Circuit (108 km)       |
| 1930 | Achille Varzi                                      | Alfa Romeo P2                     | 6:55:16.6  | 540          | 78.010          | 5      | Media Circuit (108 km)       |
| 1931 | Tazio Nuvolari                                     | Alfa Romeo 8C-2300 Monza          | 9:00:27.0  | 584          | 64.834          | 4      | Grande Circuit (146 km)      |
| 1932 | Tazio Nuvolari                                     | Alfa Romeo 8C-2300 Monza          | 7:15:50.6  | 574          | 79.296          | 8      | Piccolo Circuit (72 km)      |
| 1933 | Antonio Brivio                                     | Alfa Romeo 8C-2300 Monza          | 6:35:03.0  | 504          | 76.729          | 7      | Piccolo Circuit (72 km)      |
| 1934 | Achille Varzi                                      | Alfa Romeo Tipo-B P3              | 6:14:26.8  | 432          | 69.222          | 6      | Piccolo Circuit (72 km)      |
| 1935 | Antonio Brivio                                     | Alfa Romeo Tipo-B P3              | 5:27:29.0  | 432          | 80.010          | 6      | Piccolo Circuit (72 km)      |
| 1936 | Constantino Magistri                               | Lancia Augusta                    | 2:08:47.2  | 144          | 67.088          | 2      | Piccolo Circuit (72 km)      |
| 1937 | Giulio Severi                                      | Maserati 6CM                      | 2:55'49.0  | 315.6        | 107.704         | 60     | Favorita Park (5,26 km)      |
| 1938 | Giovanni Rocco                                     | Maserati 6CM                      | 1:30'04.6  | 171.6        | 114.303         | 30     | Favorita Park (5,26 km)      |
| 1939 | Luigi Villoresi                                    | Maserati 6CM                      | 1:40.15.4  | 228          | 136.445         | 40     | Favorita Park (5,26 km)      |
| 1940 | Luigi Villoresi                                    | Maserati 4CL                      | 1:36.08.6  | 228          | 142.288         | 40     | Favorita Park (5,26 km)      |
| 1948 | Clemente Biondetti Igor Troubetzkoy                | Ferrari 166                       | 12:12'00.0 | 1080         | 88.866          | 1      | Island Tour (lang) (1080 km) |
| 1949 | Clemente Biondetti Aldo Benedetti                  | Ferrari 166 SC                    | 13:15.09.4 | 1080         | 81.494          | 1      | Island Tour (lang) (1080 km) |
| 1950 | Mario Bornigia Giancarlo Bornigia                  | Alfa Romeo - 6C 2500 Competizione | 12:26.33.0 | 1080         | 86.794          | 1      | Island Tour (lang) (1080 km) |
| 1951 | Franco Cortese                                     | Frazer Nash                       | 7:31.04.8  | 576          | 76.631          | 8      | Piccolo Circuit (72 km)      |
| 1952 | Felice Bonetto                                     | Lancia Aurelia B20                | 7:11.58.0  | 576          | 76.631          | 8      | Piccolo Circuit (72 km)      |
| 1953 | Umberto Maglioli                                   | Lancia D20 3000                   | 7:08.35.8  | 576          | 80.635          | 8      | Piccolo Circuit (72 km)      |
| 1954 | Piero Taruffi                                      | Lancia D 24                       | 6:24.18.0  | 576          | 89.930          | 8      | Piccolo Circuit (72 km)      |
| 1955 | Stirling Moss Peter Collins                        | Mercedes-Benz 300 SLR             | 9:43.14.0  | 936          | 96.290          | 13     | Piccolo Circuit (72 km)      |
| 1956 | Umberto Maglioli Huschke von Hanstein              | Porsche 550                       | 7:54.52.6  | 720          | 90.770          | 10     | Piccolo Circuit (72 km)      |
| 1957 | Fabio Colona                                       | Fiat 600                          | -          | 359          | -               | 5      | Piccolo Circuit (72 km)      |
| 1958 | Luigi Musso Olivier Gendebien                      | Ferrari 250 TR 58                 | 10:37.58.1 | 1008         | 94.801          | 14     | Piccolo Circuit (72 km)      |
| 1959 | Edgar Barth Wolfgang Seidel                        | Porsche RSK                       | 11:02.21.8 | 1008         | 91.309          | 14     | Piccolo Circuit (72 km)      |
| 1960 | Jo Bonnier Hans Herrmann Graham Hill               | Porsche RS60                      | 7:33.08.2  | 720          | 95.320          | 10     | Piccolo Circuit (72 km)      |
| 1961 | Wolfgang von Trips Olivier Gendebien               | Ferrari Dino 246 SP               | 6:57.39.4  | 720          | 103.433         | 10     | Piccolo Circuit (72 km)      |
| 1962 | Willy Mairesse Ricardo Rodriguez Olivier Gendebien | Ferrari Dino 246 SP               | 7:02'56.3  | 720          | 102.143         | 10     | Piccolo Circuit (72 km)      |
| 1963 | Jo Bonnier Carlo Maria Abate                       | Porsche 718 GTR                   | 6:55.45.1  | 720          | 109.908         | 10     | Piccolo Circuit (72 km)      |
| 1964 | Colin Davis Antonio Pucci                          | Porsche 904 GTS                   | 7:10.53.3  | 720          | 100.258         | 10     | Piccolo Circuit (72 km)      |
| 1965 | Nino Vaccarella Lorenzo Bandini                    | Ferrari 275 P2                    | 7:01:12.4  | 720          | 102.563         | 10     | Piccolo Circuit (72 km)      |
| 1966 | Willy Mairesse Herbert Müller                      | Porsche Carrera 6                 | 7:16:32.6  | 720          | 98.910          | 10     | Piccolo Circuit (72 km)      |
| 1967 | Paul Hawkins Rolf Stommelen                        | Porsche 910                       | 6:37.01.0  | 720          | 108.812         | 10     | Piccolo Circuit (72 km)      |
| 1968 | Vic Elford Umberto Maglioli                        | Porsche 907                       | 6:28:47.9  | 720          | 111.112         | 10     | Piccolo Circuit (72 km)      |
| 1969 | Gerhard Mitter Udo Schütz                          | Porsche 908/2                     | 6:07:45.3  | 720          | 117.469         | 10     | Piccolo Circuit (72 km)      |
| 1970 | Jo Siffert Brian Redman                            | Porsche 908/3                     | 6:35.30.0  | 792          | 120.152         | 11     | Piccolo Circuit (72 km)      |
| 1971 | Nino Vaccarella Toine Hezemans                     | Alfa Romeo 33/3                   | 6:35:46.2  | 792          | 120.070         | 11     | Piccolo Circuit (72 km)      |
| 1972 | Arturo Merzario Sandro Munari                      | Ferrari 312PB                     | 6:27:48.0  | 792          | 122.537         | 11     | Piccolo Circuit (72 km)      |
| 1973 | Herbert Müller Gijs van Lennep                     | Porsche 911 Carrera RSR           | 6:54:20.1  | 792          | 114.691         | 11     | Piccolo Circuit (72 km)      |
| 1974 | Gérard Larrousse Amilcare Ballestrieri             | Lancia Stratos                    | 4:35:02.6  | 576          | 114.883         | 8      | Piccolo Circuit (72 km)      |
| 1975 | Nino Vaccarella Arturo Merzario                    | Alfa Romeo 33TT12                 | 4:59:16.7  | 576          | 120.895         | 8      | Piccolo Circuit (72 km)      |
| 1976 | Eugenio Renna "Amphicar" Armando Floridia          | Osella PA4-BMW                    | 5:43:46.0  | 576          | 99.090          | 8      | Piccolo Circuit (72 km)      |
| 1977 | Raffaele Restivo Alfonso Merendino "Apache"        | Chevron B36-BMW                   | 2:41:17.0  | 288          | 107.140         | 4      | Piccolo Circuit (72 km)      |

De wedstrijden gereden tussen 1955 en 1973 maakten deel uit van het wereldkampioenschap sportwagens, waarbij de wedstrijd van 1957 een "regelmatigheidsproef" was, naar aanleiding van het tragische ongeval dat dat jaar plaatsvond in de Mille Miglia.

## Galerij

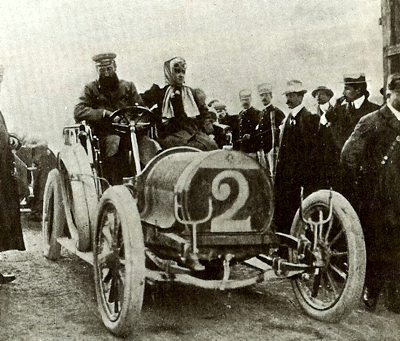
Hubert Le Blon met zijn vrouw in de eerste Targa Florio (1906) in de Hotchkiss 35 hp
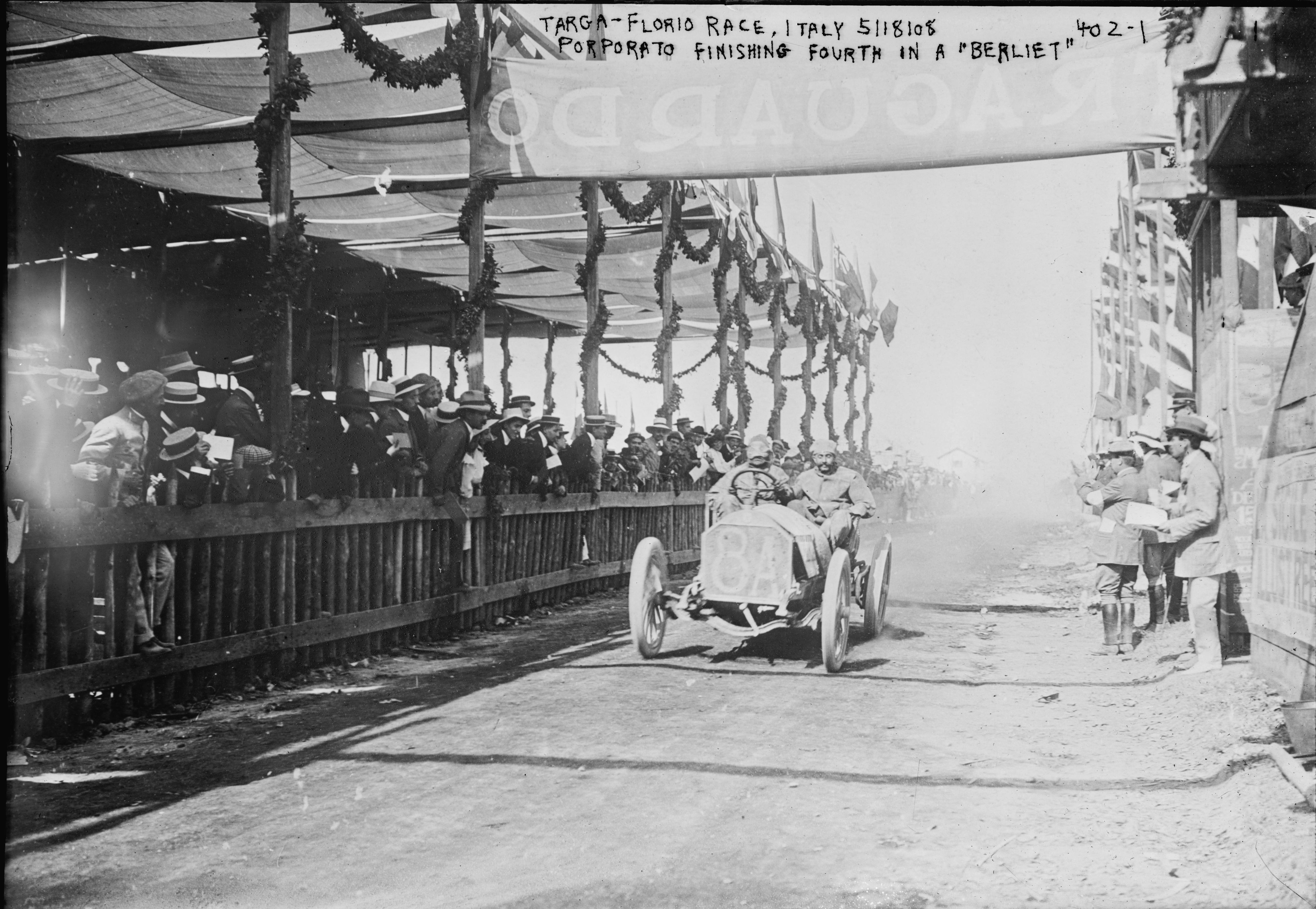
Jean Porporato finisht als vierde in de 1908 editie met een Berliet.
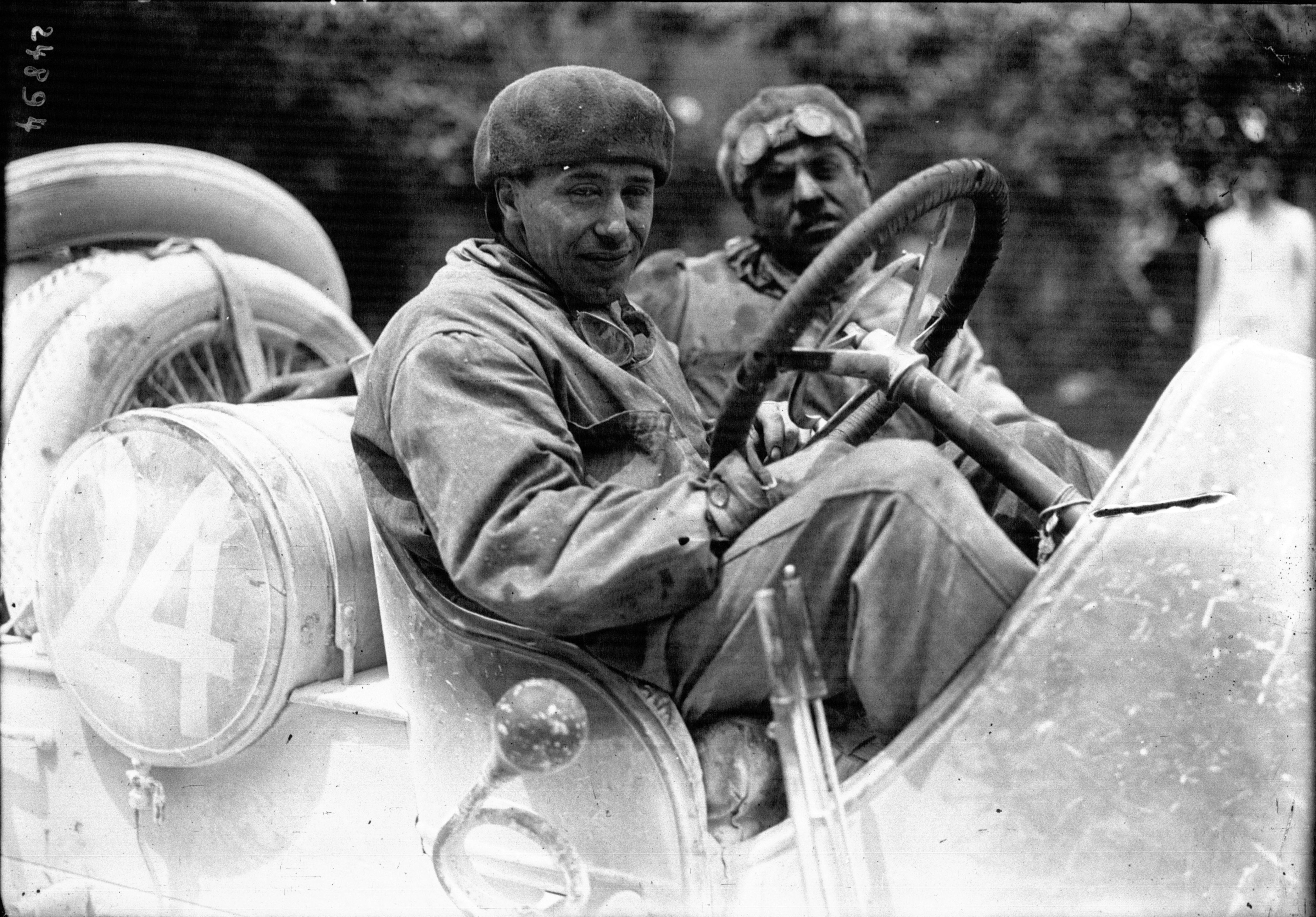
Cyril Snipe in zijn SCAT in de Targa Florio, 1912
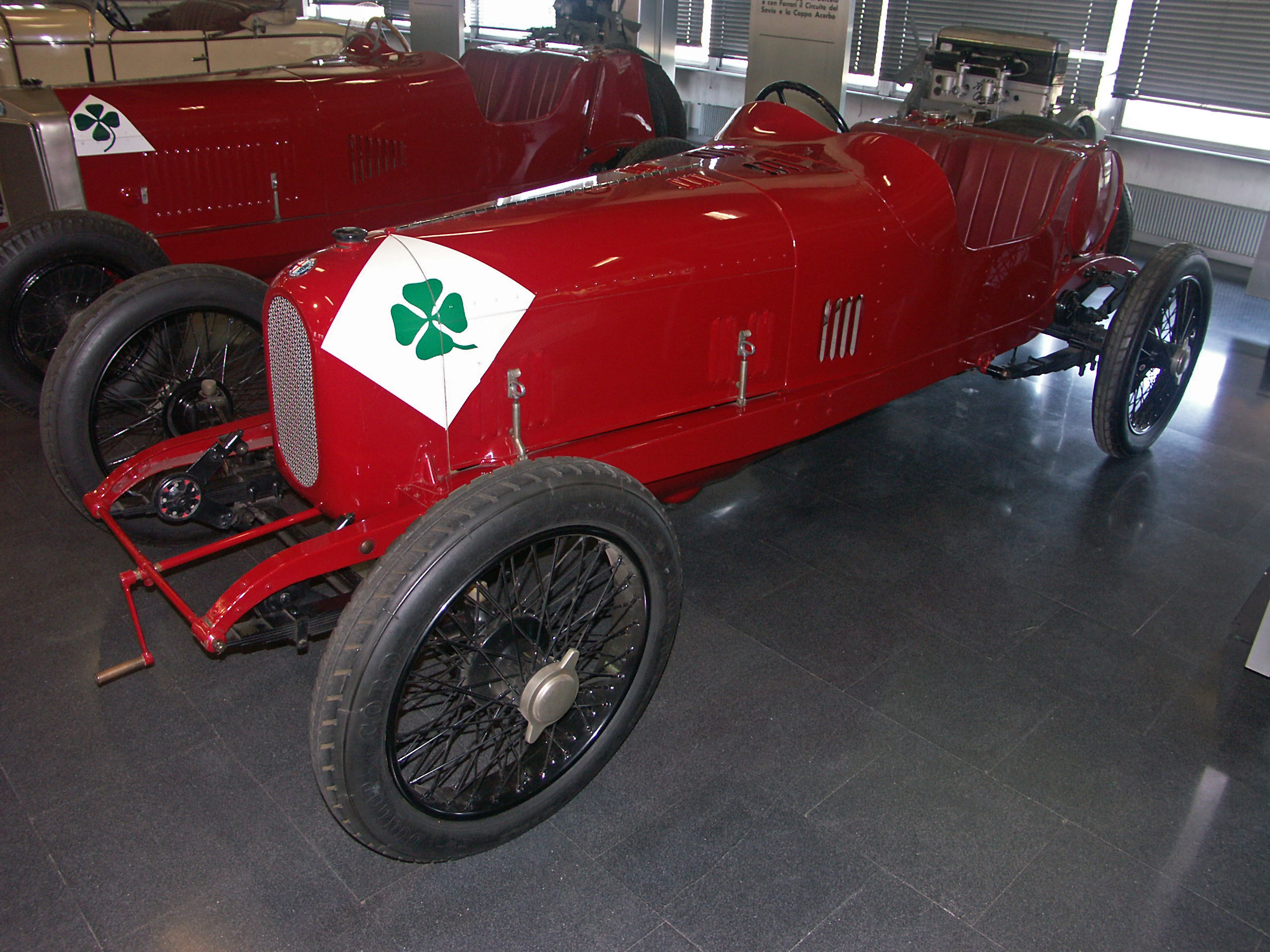
Alfa Romeo RL TF - winnaar in 1923.
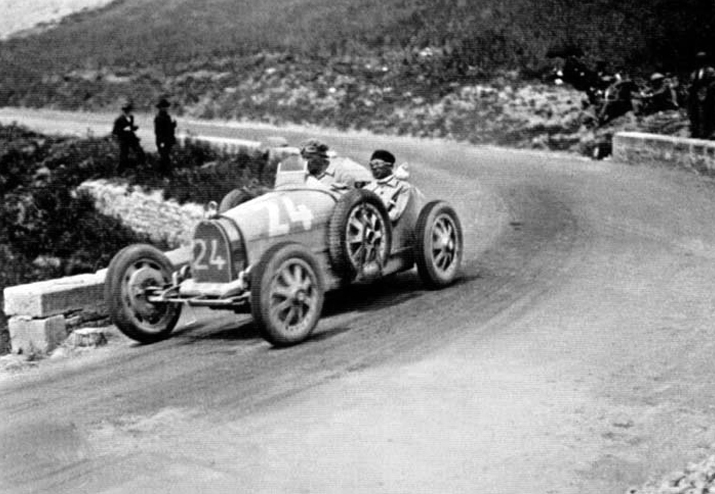
Bugatti Type 35C gereden in 1927 door Emilio Materassi
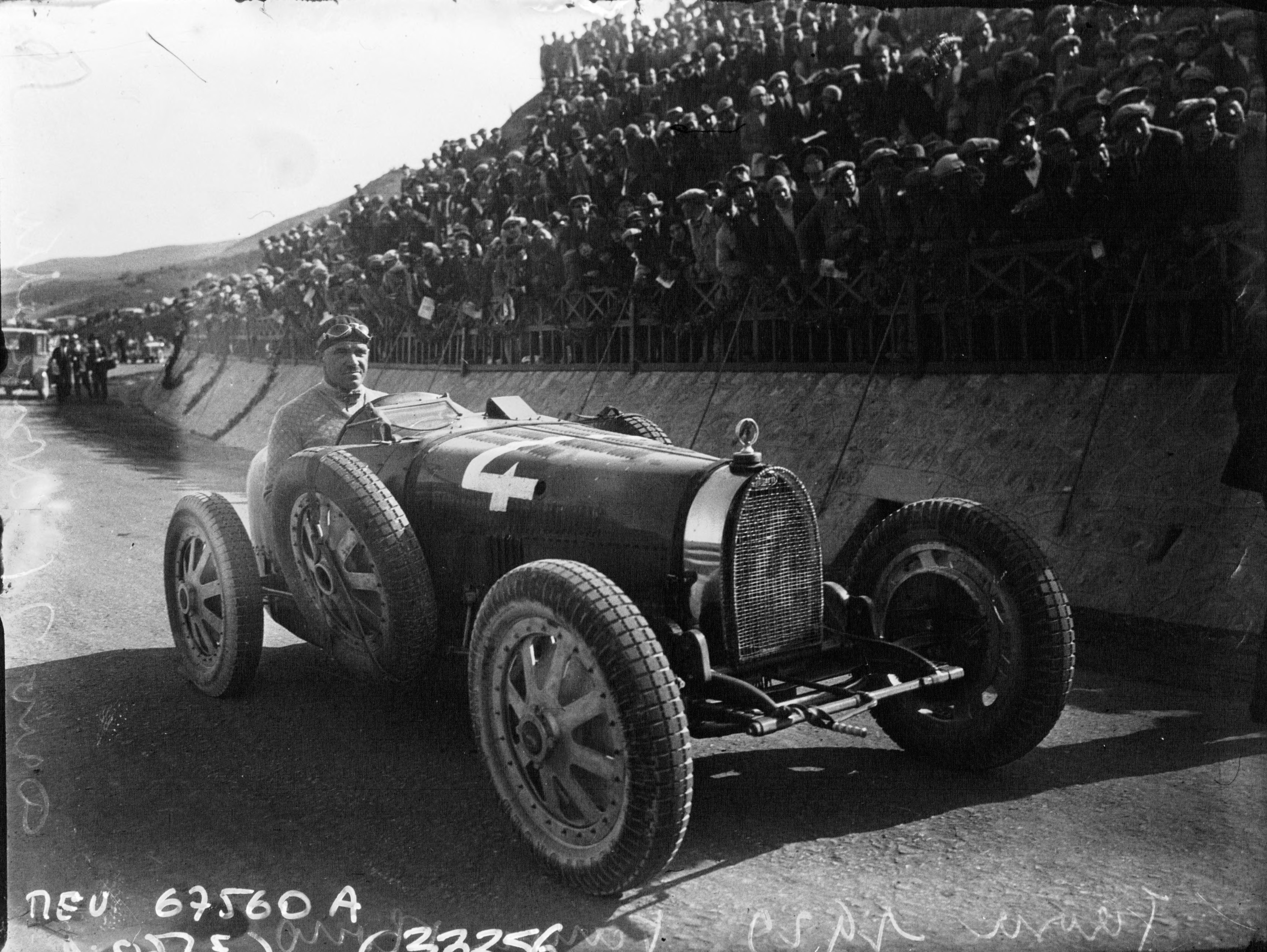
Albert Divo in de Targa Florio 1929 in een Bugatti Type 35C.
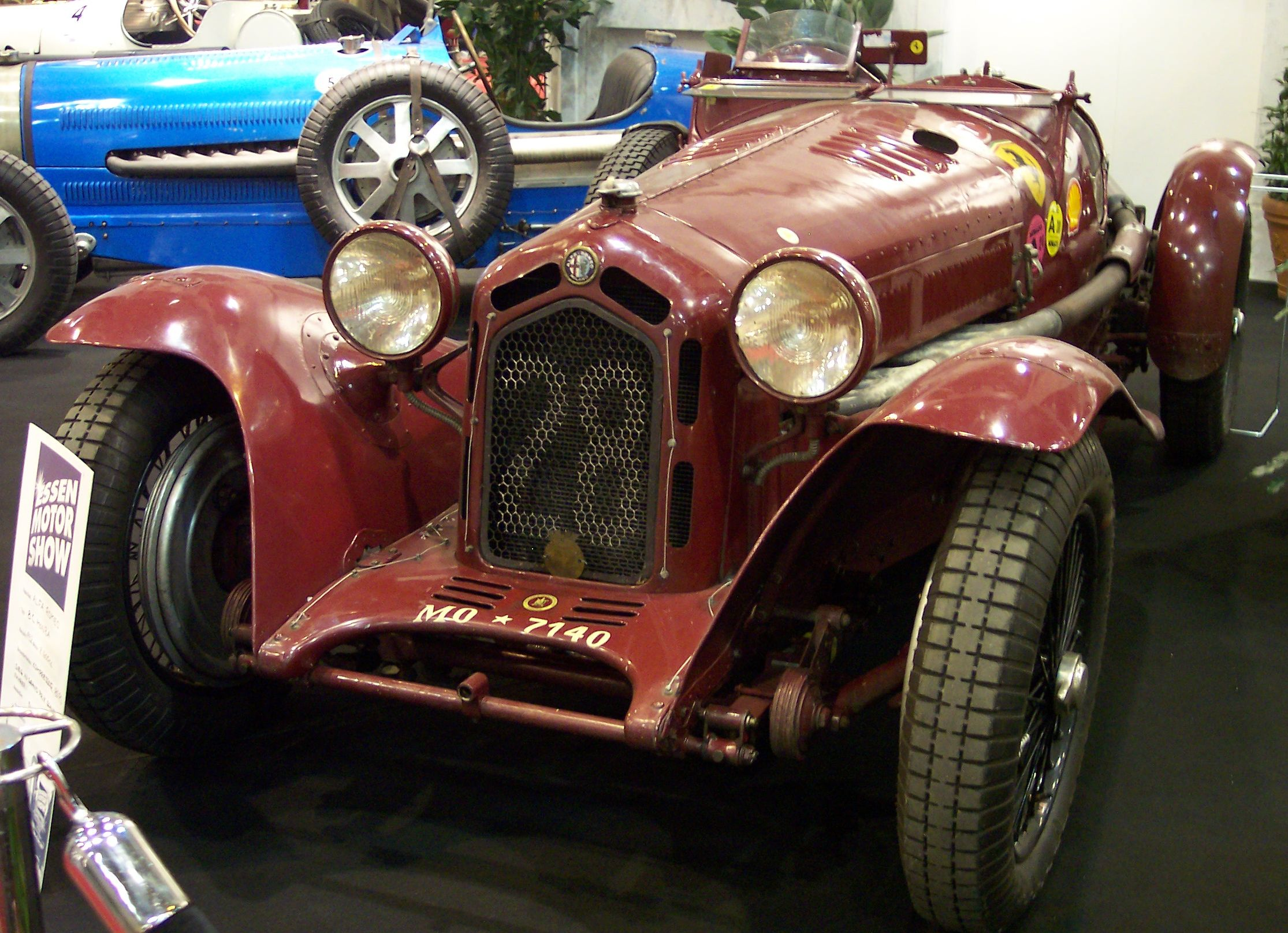
Alfa Romeo 8C winnaar in 1931, 1932 en 1933.
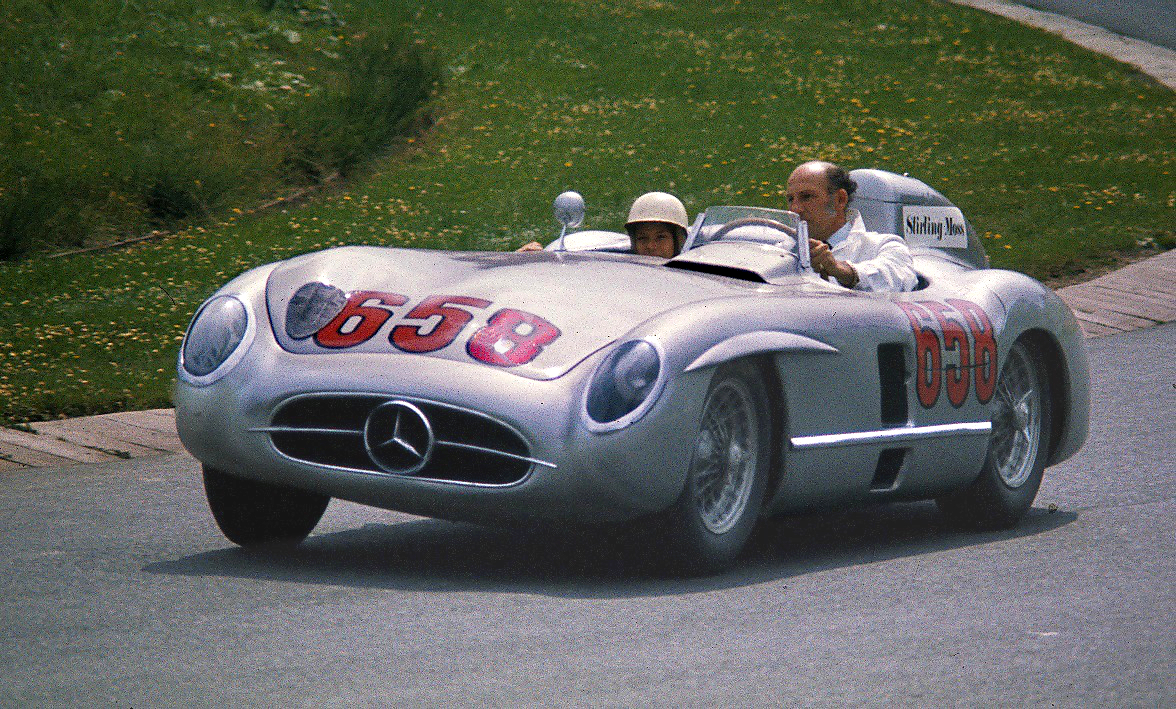
Mercedes-Benz 300 SLR gelijkend op de winnaar uit 1955 gereden door Stirling Moss en Peter Collins
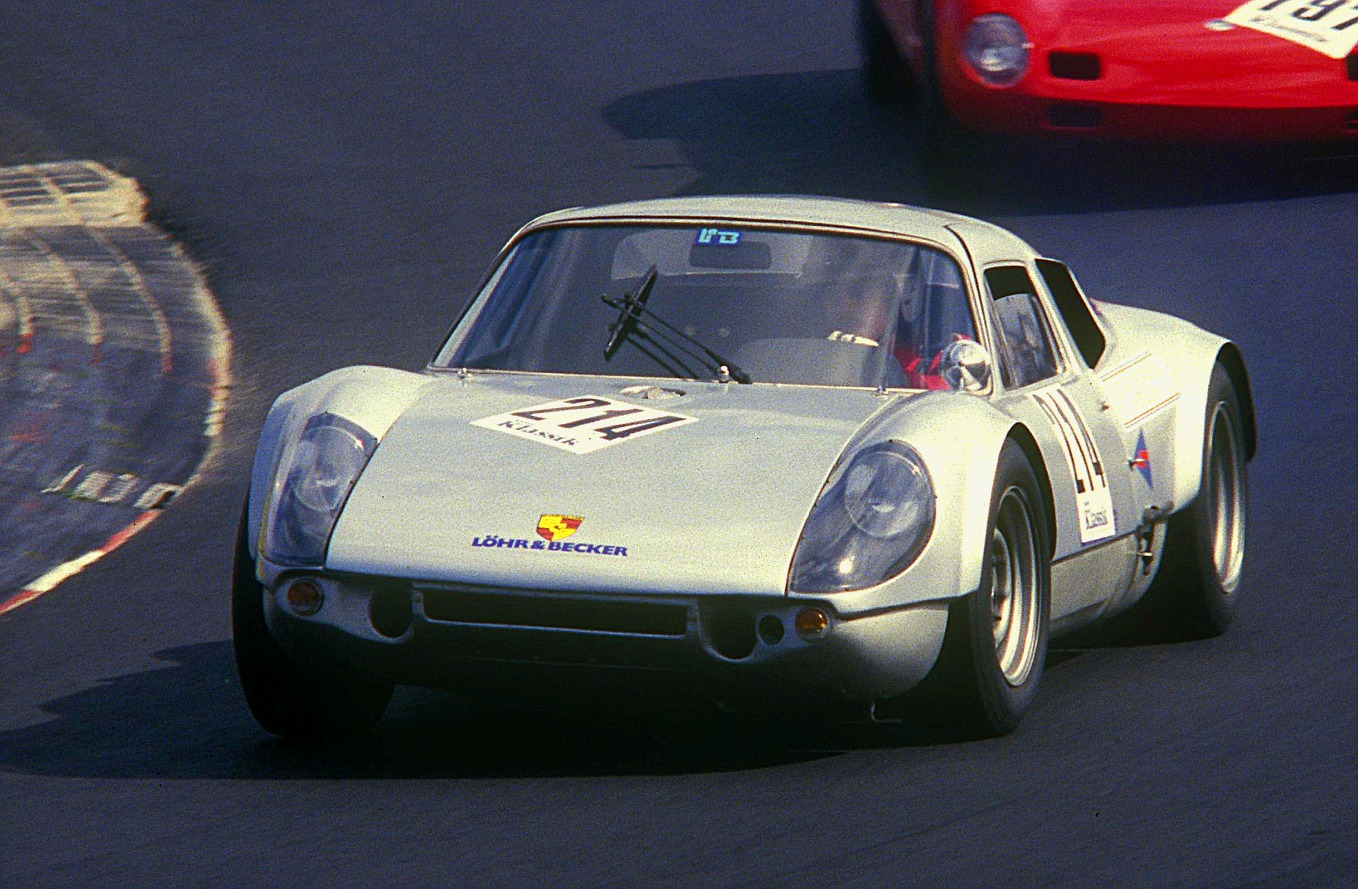
Porsche 904 gelijkend op de 1964 winnaar van Colin Davis en Antonio Pucci
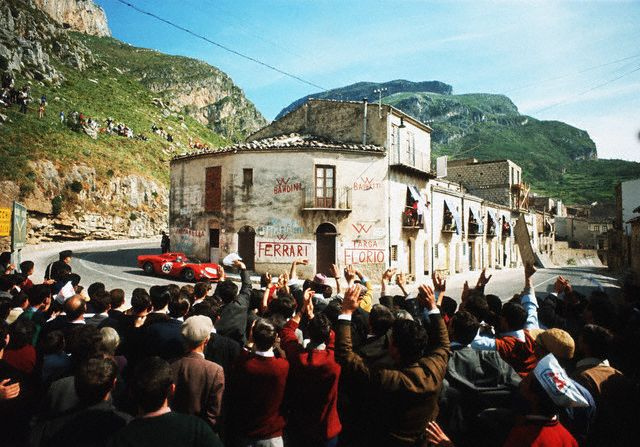
Ferrari 275 P2 Lorenzo Bandini / Nino Vaccarella, Targa Florio 1965, Collesano (1st plaats eindstand)
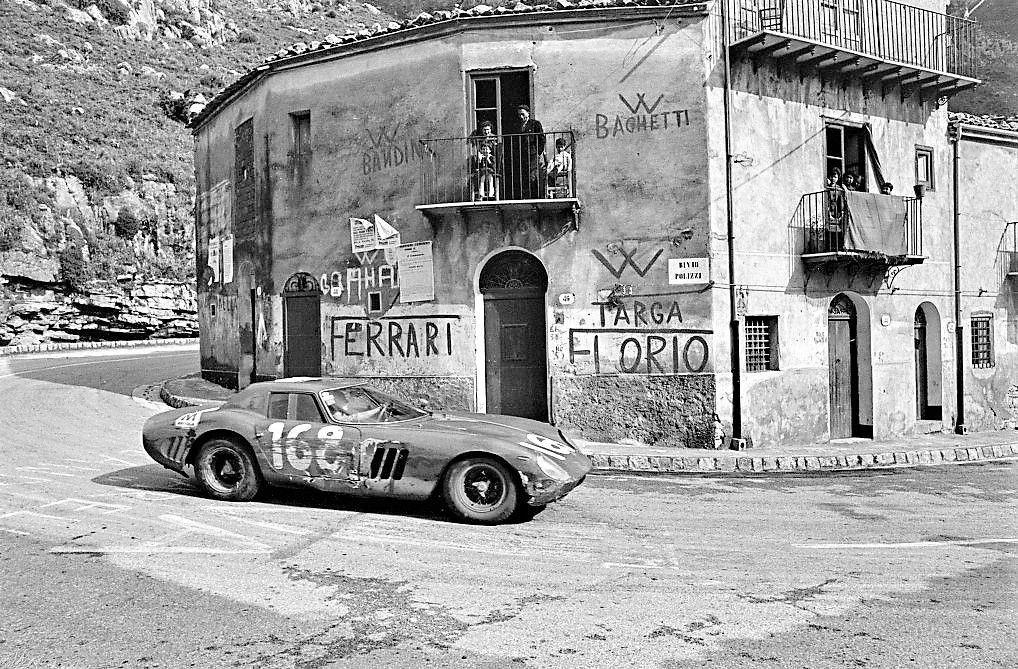
Ferrari 250 GTO in Collesano, equipe: Matteo Marsala / Adriano Reale, 1966 (22 ste plaats eindstand)
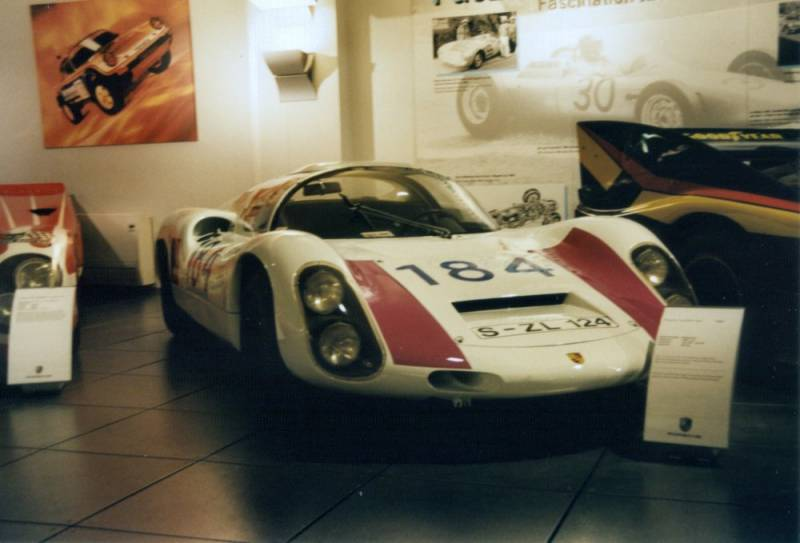
Porsche 910 2.0 coupé gereden door Umberto Maglioli en Udo Schütz in 1967.
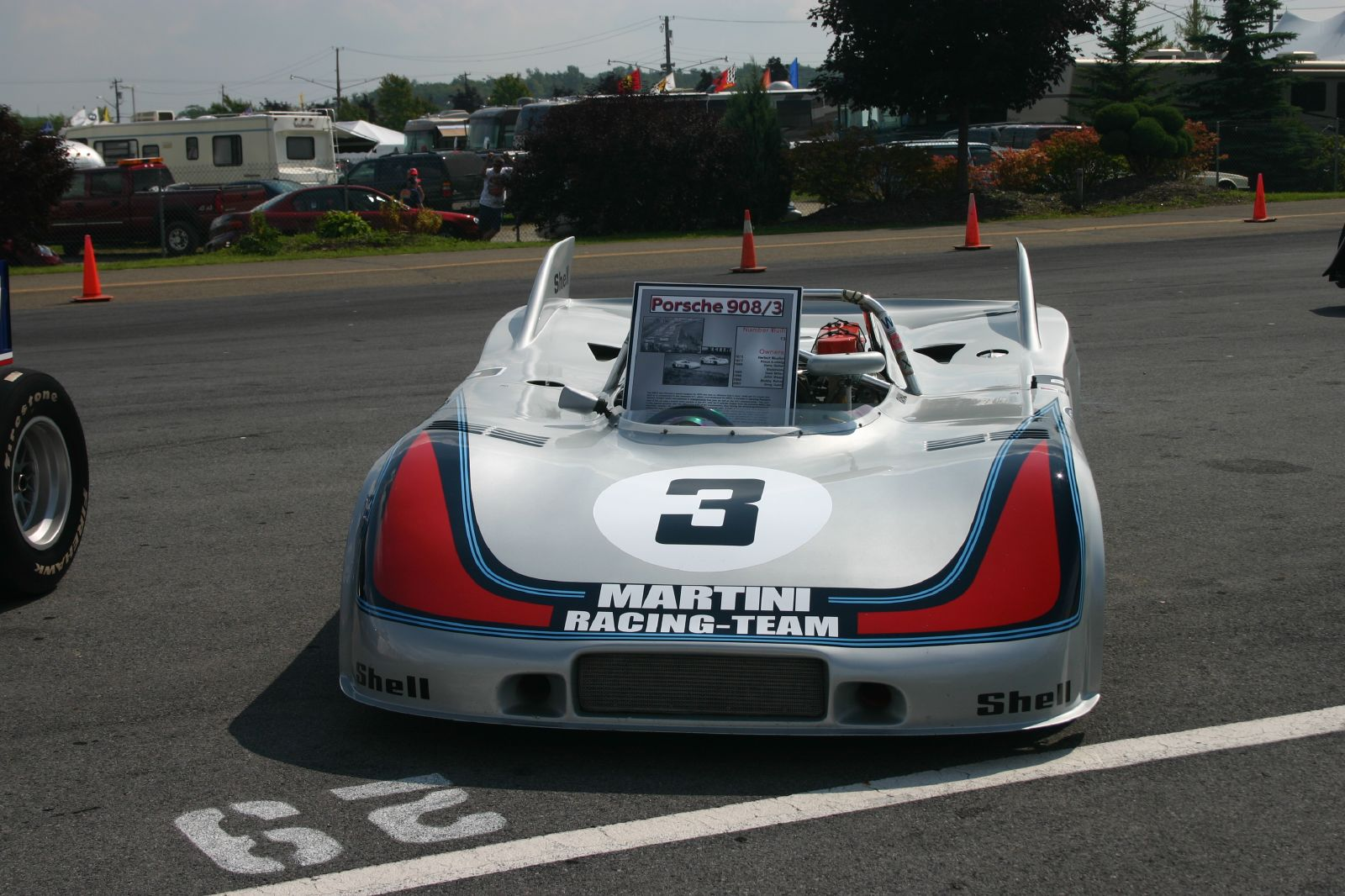
Porsche 908/3 gelijkend op de auto gereden door Jo Siffert en Brian Redman in 1970
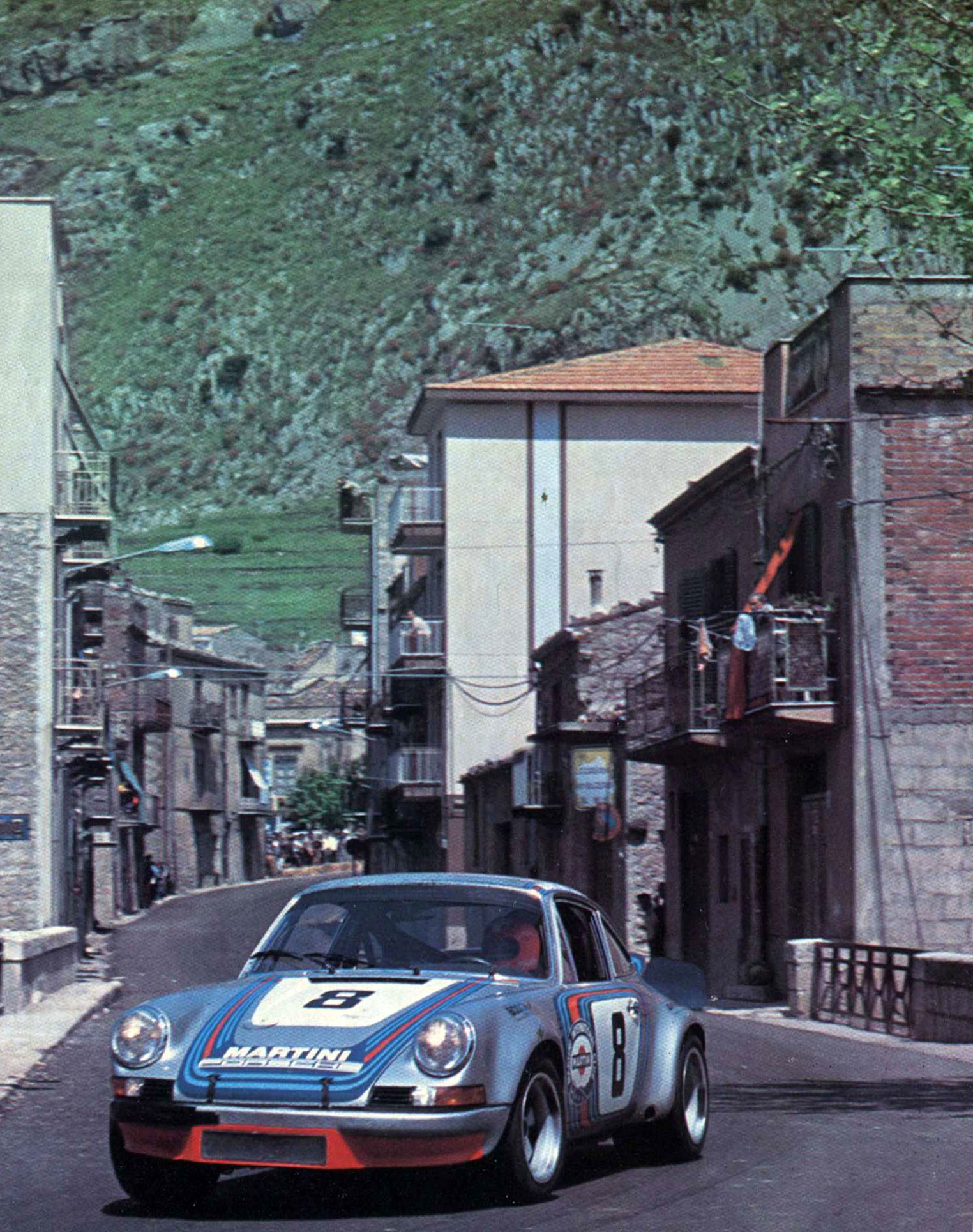
Porsche 911 Carrera RSR gereden door Herbert Müller en Gijs van Lennep in 1973
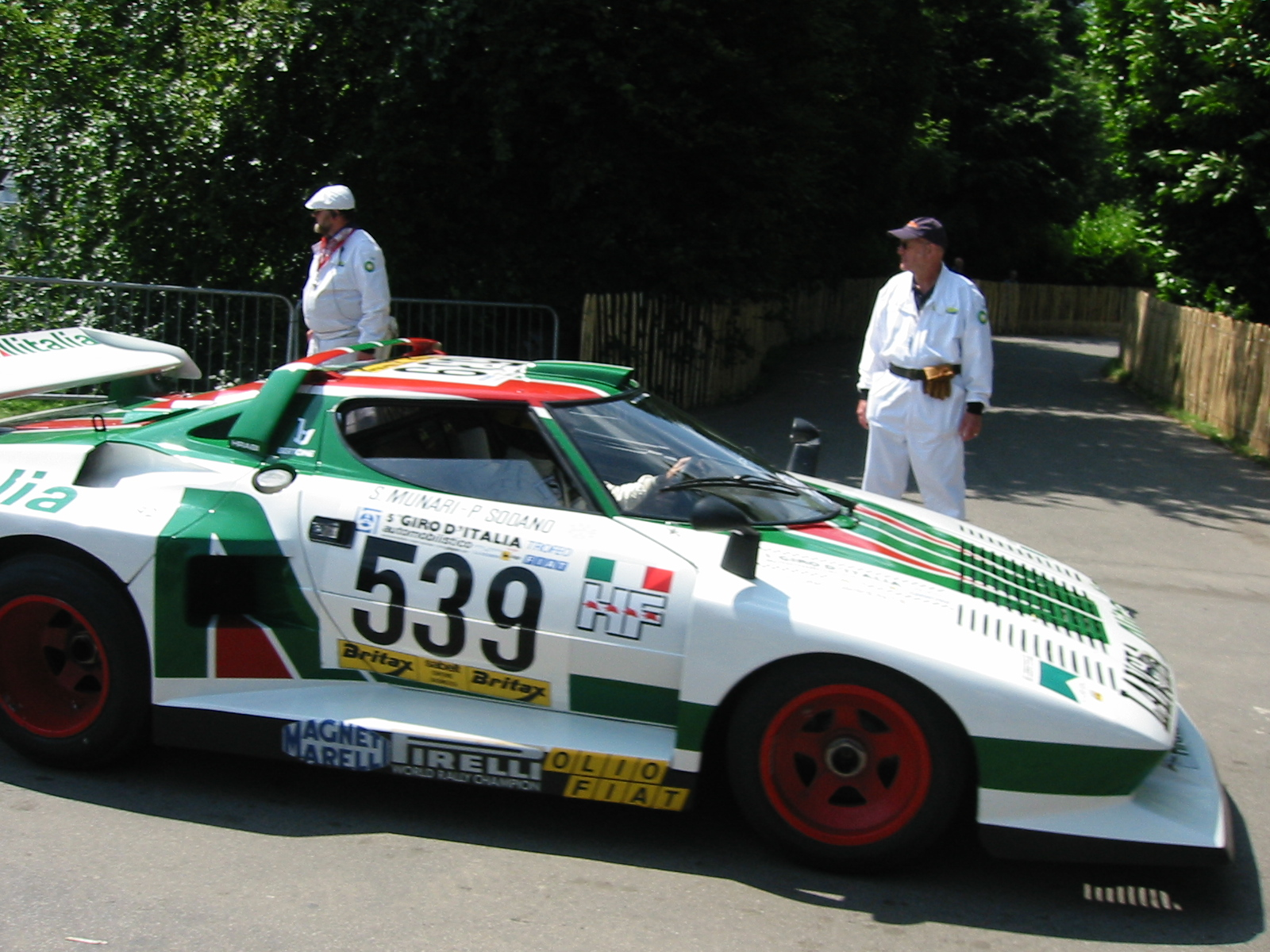
Lancia Stratos Turbo gelijkend op de winnende auto in 1974